# دهستان ابتر
دهستان ابتر، یکی از دهستان‌های بخش مرکزی شهرستان ایرانشهر در استان سیستان و بلوچستان ایران است. مرکز این دهستان، روستای ابتر است.

## جمعیت
بر پایه سرشماری عمومی نفوس و مسکن در سال ۱۳۹۵، جمعیت دهستان ابتر برابر با ۱۰٬۶۲۴ نفر بوده‌است.